# Amanda Dyar
Amanda Leslie Dyar (* 6. Januar 1982 in Galveston, Texas) ist eine US-amerikanische Schauspielerin, Mental-Health Ratgeber, Comiczeichnerin, Autorin, Regisseurin und Scream Queen.

## Leben
Die in Süd-Texas geborene Dyar, wuchs den größten Teil ihrer Jugend in Alabama, Tennessee auf. Wo sie einige Zeit an der ansässigen High-School American Football spielte. Dyar schrieb im Alter von nur 6 Jahren ihre erste Kurzgeschichte und veröffentlichte kurze Zeit später, mehrere Bücher mit der Sammlung ihrer Schriften. Mit 17 Jahren schloss sie ihren Pre-Law Abschluss ab und besuchte die nächsten 10 Jahre mehrere Hochschulen, wo sie vier weitere akademische Grade errang.

### Schriftsteller/Verlegerkarriere
Nach ihren Uni-Abschluss begann sie, ihre eigene Publikation in Gaming und Horror zu starten. Sie gründete anschließend ihr erstes Magazin BioGamer Girl, wo sie heute als Editor in Chief tätig ist. In dem Dyar ihre Expertise in Gaming schreibt, daneben schreibt sie verschiedene Publikationen, für Amerikas Horrormagazin Fangoria. 2012 gewann sie für ihre Fotografie als „Bo Peep“ den „Goldilocks in Zombie Land“ Cosplay Contest und ziert seitdem das Cover der Goldilocks in der Zombie Land Comic-Serie. 2012 war sie Vorlage einer Comic-Figur in Richard Zerga und Kristi Elizabeth Zerga’s Die Vögel Parodie-Comic Squirrel.

### Filmkarriere
Sie veröffentlichte auch verschiedene Comics und begann ihre Filmkarriere voranzutreiben. 2010 begann sie ihre Regie-Karriere mit dem Kurzfilm „Growing Up Zombie!“, ein Jahr später bekam Dyar ihre erste Rolle als Schauspielerin in Steven Soderberghs Contagion.

### Privates
Ihre beiden Kinder Seth und Alissa Worley, spielen seit 2010 meistens die Hauptrollen in ihren Filmen und übernehmen teilweise auch arbeiten in der Crew.

## Filmografie

### Als Schauspielerin
- 2011: Contagion
- 2011: Hugo Cabret (Hugo)
- 2011: Verblendung (The Girl with the Dragon)
- 2011–2012: The Walking Dead
- 2012: Fringe – Grenzfälle des FBI (Fringe, Folge: Back to Where You’ve Never Been)
- 2012: Supernatural (Folge: Adventures in Babysitting)
- 2012: Resident Evil: Retribution
- 2012: Breaking Dawn – Biss zum Ende der Nacht, Teil 2 (The Twilight Saga: Breaking Dawn – Part 2)

### Als Regisseurin
- 2010: Growing Up Zombie! (Kurzfilm)
- 2011: Field of Games (Kurzfilm)
- 2012: Raggedy DemAnn
- 2012: Stepford Wife: The Barbie Serial Killer
- 2012: The Haunting of Sarcnoia Buttercup
- 2012: Undead Noise (Fernsehserie)
- 2012: That’s Life: Growing Up Digital (Fernsehserie)